# Estado de equilibrio estacionario
Un estado de equilibrio estacionario se produce cuando la cantidad de sustancia (tóxico, medicamento o fármaco) que se suministra durante un intervalo de tiempo es igual a la que se elimina, manteniendo constantes los niveles plasmáticos de la sustancia.
El tiempo necesario para alcanzar el estado de equilibrio estacionario depende del aclaramiento plasmático (CL) y del volumen aparente de distribución (Vd):
{\displaystyle \mathrm {T} 1/2=0,693Vd/CL}
Durante un régimen de administración de dosis continuado se  requieren alrededor de 5 semividas de eliminación para alcanzar el estado de equilibrio.
1 T1/2 - Queda el 50% de la concentración plasmática inicial
2 T1/2 - Queda el 25% de la concentración plasmática inicial
3 T1/2 - Queda el 12,5% de la concentración plasmática inicial 
4 T1/2 - Queda el 6,2% de la concentración plasmática inicial
5 T1/2 - Queda el 3,1% de la concentración plasmática inicial